# Roberto Elcaman
Pour les articles homonymes, voir Elcaman.
Roberto Elcaman est un footballeur réunionnais né le 7 juillet 1983 au Port à La Réunion.
Petit frère de John Elcaman, il joue pour l'équipe de La Réunion.

## Palmarès
- Champion de la Réunion en  2009, 2010 et 2011 avec l'US Stade Tamponnaise
- Vainqueur de la Coupe Régionale de France en 2011 avec l'US Stade Tamponnaise, 2014, 2015 avec l'AS Excelsior
- Vainqueur de la Coupe de la Réunion en 2001 avec la SS Jeanne d'Arc,en 2008,2009 et 2012 avec l'US Stade Tamponnaise, 2014 et 2015 avec l'AS Excelsior
- Vainqueur des Jeux des îles en 2007 avec la Réunion
- Vainqueur de la Coupe de l'Outre-Mer en 2008 et 2012 avec la Réunion